# 広東省財政庁大楼

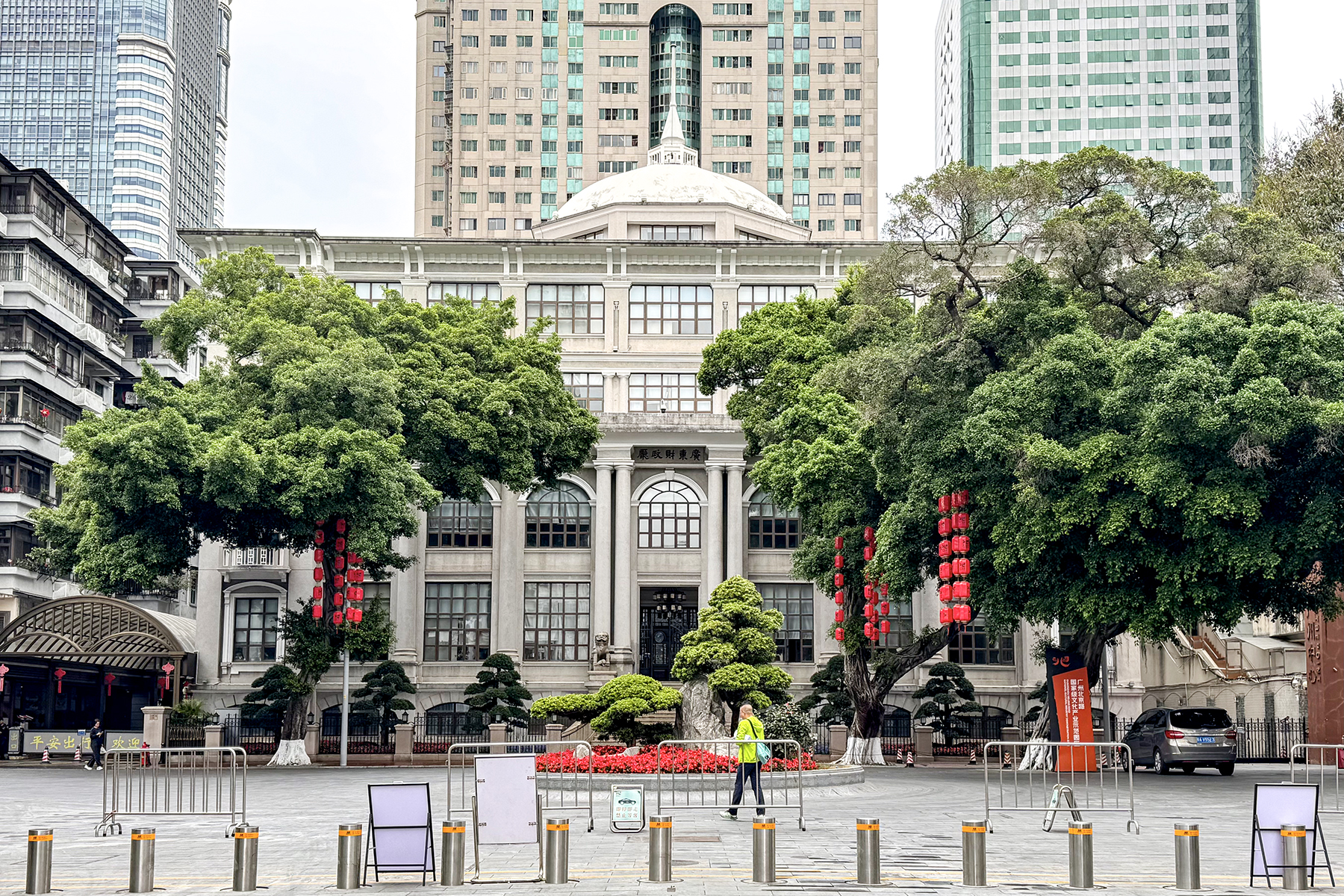
財政庁大楼

広東省財政庁大楼（カントンしょうざいせいちょうたいろう）は中華人民共和国広東省広州市越秀区に位置する建築である。広州有数の商業地である北京路の北端にあり、折衷主義建築である。工事は1915年に始まり、1919年に竣工した。高さは28.57mである。2002年に広東省文物保護単位に入選した。